# Kyle Duncan
Pour les articles homonymes, voir Duncan.
Kyle Duncan, né le 8 août 1997 à New York, dans l'arrondissement de Brooklyn, est un joueur de soccer international américain qui joue au poste d'arrière latéral aux Red Bulls de New York.

## Biographie

### Débuts et formation
Natif de Brooklyn, Kyle Duncan fait ses débuts sportifs aux Rockets de Rosedale, un petit club de Queens. Puis, il rejoint les jeunes des Red Bulls de New York. En 2015, il refuse de signer un contrat avec l'équipe réserve des Red Bulls de New York et décide de rejoindre l'Europe.
Le 16 octobre 2015, il signe un contrat de deux ans avec Valenciennes FC,, dont il intègre l'équipe des moins de 18 ans. Lors de la Coupe Gambardella, en trente-deuxième de finale face à Lille, il est expulsé après accumulation de deux cartons jaunes,. Le 14 mai 2016, il fait ses débuts avec l'équipe réserve contre l'Olympique Noisy-le-Sec lors de la 24e journée de CFA 2 (défaite 2-1). Il dispute trois rencontres de CFA 2. À l’été 2016, il est basculé dans le groupe professionnel sous contrat amateur et sous les ordres de Faruk Hadžibegić,. Il est en fin de contrat à l'issue de la saison, où il ne dispute aucune rencontre et quitte le club pour retourner aux États-Unis.

### Red Bulls de New York
En janvier 2018, Kyle Duncan rejoint les Red Bulls de New York pour un essai durant la préparation de la saison 2018 de la MLS,. Le 9 mars, il signe avec les Red Bulls de New York son premier contrat professionnel. Le lendemain, il fait ses débuts en Major League Soccer en tant que titulaire en face aux Timbers de Portland (victoire 4-0).
Le 15 mars 2018, la réserve des Red Bulls de New York annonce une liste de 26 joueurs pour la saison 2018 de la USL et Kyle Duncan est inscrit sur cette liste. Cependant, il dispute son deuxième match en MLS deux jours plus tard, contre le Real Salt Lake. Le 24 mars, il délivre sa première passe décisive en MLS en faveur de son coéquipier Alex Muyl contre Minnesota United. Sa saison prend fin le 31 mars lors de la rencontre contre Orlando City SC, où il se déchire le ligament croisé antérieur du genou droit. Indisponible pour six mois minimum.
Le 27 février 2019, il dispute sa première rencontre depuis sa blessure contre l'Atlético Pantoja en Ligue des champions. Puis, il délivre deux passes décisives, contre le Union de Philadelphie et le Fire de Chicago,. Avec la réserve, il inscrit son premier but en professionnel en USL Championship, le 21 août, contre Nashville SC. Ce but permet à son équipe de s'imposer ce jour-là (1-2). Le 18 septembre, il inscrit son premier but en MLS face aux Timbers de Portland (victoire 0-2),.
À la suite du départ de Michael Murillo, il devient rapidement titulaire indiscutable au poste d'arrière droit. Lors de la première rencontre de la saison, il inscrit un but et délivre une passe décisive face au FC Cincinnati. Après deux semaines d'activités dans la MLS, le championnat est suspendu en raison de la pandémie de Covid-19 aux États-Unis,. C’est dans ce contexte très particulier que Duncan retrouve les terrains quatre mois après, à l’occasion du tournoi nommé MLS is Back,. Il participe à trois rencontres du tournoi et les Red Bulls terminent troisièmes de leur groupe, malgré leur victoire inaugurale contre Atlanta United. Après ce tournoi inédit, les Red Bulls redémarrent la saison régulière le 20 août contre NYCFC. Il inscrit son deuxième but de la saison, lors du derby de l'Hudson (en) contre New York City FC (victoire 1-0). Son but inscrit est validé par la VAR. Il inscrit son troisième et dernier but de la saison le 24 octobre face au Fire de Chicago. Il remporte la distinction du meilleur joueur défensif de l'année des Red Bulls de New York le 21 décembre.
Au cours de la saison 2021, Duncan participe à trente-deux rencontres en saison régulière et permet à son équipe de se qualifier une nouvelle fois en séries.

### Passage compliqué en Europe
À l'issue de la phase finale du championnat où les Red Bulls s'inclinent dès le premier tour, il est en fin de contrat et s'engage en Jupiler Pro League et rejoint le KV Ostende avec un contrat de trois ans et demi,.
Utilisé à seulement sept reprises lors de la deuxième moitié de la saison 2021-2022 d'Ostende, Duncan peine à obtenir du temps de jeu. 

### Prêt puis transfert aux Red Bulls de New York
Il est prêté à son ancien club des Red Bulls de New York le 5 août 2022 jusqu'au terme de la saison 2022 de Major League Soccer. Au cours de cet intermède, il joue dix rencontres, dont une en séries éliminatoires face au FC Cincinnati (défaite 1-2). Après l'expiration de son prêt, les Red Bulls annoncent le retour de Duncan en prêt pour la prochaine saison le 15 janvier 2023.

### Parcours en sélection
Le 30 novembre 2020, Kyle Duncan est convoqué pour la première fois en équipe des États-Unis par le sélectionneur national Gregg Berhalter, pour un match amical contre le Salvador. 
Le 9 décembre 2020, il honore sa première sélection contre le Salvador. Lors de ce match, il entre à la 74e minute de la rencontre, à la place de Julian Araujo. Le match se solde par une large victoire 6-0 des Américains. Puis, le 24 janvier 2021, il est de nouveau convoqué pour un match amical contre Trinité-et-Tobago, mais n'entre pas en jeu.

## Statistiques

### Statistiques détaillées
| Saison                | Club                         | Championnat           | Championnat | Championnat | Championnat | Coupe(s) nationale(s) | Coupe(s) nationale(s) | Coupe(s) nationale(s) | Compétition(s) continentale(s) | Compétition(s) continentale(s) | Compétition(s) continentale(s) | Compétition(s) continentale(s) | Séries | Séries | Séries | Total | Total | Total |
| Saison                | Club                         | Division              | M.          | B.          | P.d.        | M.                    | B.                    | P.d.                  | Comp.                          | M.                             | B.                             | P.d.                           | M.     | B.     | P.d.   | M.    | B.    | P.d.  |
| 2015-2016             | Valenciennes FC rés.         | CFA 2                 | 3           | 0           | 0           | -                     | -                     | -                     | -                              | -                              | -                              | -                              | -      | -      | -      | 3     | 0     | 0     |
| 2018                  | Red Bulls de New York        | MLS                   | 4           | 0           | 1           | 0                     | 0                     | 0                     | -                              | -                              | -                              | -                              | 0      | 0      | 0      | 4     | 0     | 1     |
| 2019                  | Red Bulls de New York        | MLS                   | 13          | 1           | 2           | 1                     | 0                     | 0                     | LCC                            | 2                              | 0                              | 0                              | 0      | 0      | 0      | 16    | 1     | 2     |
| 2020                  | Red Bulls de New York        | MLS                   | 23          | 3           | 2           | -                     | -                     | -                     | -                              | -                              | -                              | -                              | 1      | 0      | 0      | 24    | 3     | 2     |
| 2021                  | Red Bulls de New York        | MLS                   | 32          | 1           | 3           | -                     | -                     | -                     | -                              | -                              | -                              | -                              | 1      | 0      | 0      | 33    | 1     | 3     |
| Sous-total            | Sous-total                   | Sous-total            | 72          | 5           | 8           | 1                     | 0                     | 0                     | -                              | 2                              | 0                              | 0                              | 2      | 0      | 0      | 77    | 5     | 8     |
| 2021-2022             | KV Ostende                   | Division 1A           | 7           | 0           | 0           | -                     | -                     | -                     | -                              | -                              | -                              | -                              | -      | -      | -      | 7     | 0     | 0     |
| 2022                  | Red Bulls de New York (prêt) | MLS                   | 9           | 0           | 0           | -                     | -                     | -                     | -                              | -                              | -                              | -                              | 1      | 0      | 0      | 10    | 0     | 0     |
| 2023                  | Red Bulls de New York (prêt) | MLS                   | 25          | 0           | 2           | -                     | -                     | -                     | LC                             | 4                              | 0                              | 0                              | 3      | 0      | 0      | 32    | 0     | 2     |
| 2024                  | Red Bulls de New York        | MLS                   | 21          | 1           | 1           | -                     | -                     | -                     | LC                             | 2                              | 0                              | 0                              | -      | -      | -      | 23    | 1     | 1     |
| 2025                  | Red Bulls de New York        | MLS                   | 15          | 0           | 2           | 1                     | 0                     | 0                     | LC                             | 2                              | 0                              | 0                              | -      | -      | -      | 18    | 0     | 2     |
| Sous-total            | Sous-total                   | Sous-total            | 70          | 1           | 5           | 1                     | 0                     | 0                     | -                              | 8                              | 0                              | 0                              | 4      | 0      | 0      | 83    | 1     | 5     |
| Total sur la carrière | Total sur la carrière        | Total sur la carrière | 152         | 6           | 13          | 2                     | 0                     | 0                     | -                              | 10                             | 0                              | 0                              | 6      | 0      | 0      | 170   | 6     | 13    |

## Palmarès
Red Bulls de New York
- Vainqueur du Supporters' Shield en 2018

## Vie privée
Kyle Duncan est né de parents jamaïcains, son père est arrivé à l'âge de treize ans aux Etats-Unis. Il est le neveu de George Weah, lauréat du Ballon d'or 1995 et son cousin Timothy Weah est également footballeur professionnel,.